# Srpska mafija
Srpska mafija (srp. Cpпска мафија) naziv je koji se koristi za različite kriminalne organizacije iz Srbije ili sastavljene od osoba srpske narodnosti u srpskoj dijaspori. Ove organizacije prvenstveno su se bavile krijumčarenjem oružja, robe, droge, reketiranjem i ilegalnim igrama na sreću. Mafija je sastavljena iz nekoliko glavnih organiziranih skupina, koje imaju ogranke diljem Europe.
Često su pripadnici srpske mafije radili i kao ubojice za UDBU a veliki dio njih se borio na srpskoj strani u agresiji na Hrvatsku i Bosnu i Hercegovinu organizirani u paravojne postrojbe Srpske dobrovoljačke garde, Srpske garde i dr. Pored Arkana koji je najpoznatiji primjer mafijaša koji je sudjelovao u ovim agresijama, jedan od najpoznatijih je i Milorad Ulemek Legija kasniji zapovjednik Crvenih beretki koje su sudjelovale u planiranju i samom ubojstvu srpskog premijera Zorana Đinđića. Diljem svijeta poznata je i skupina Pink Panteri, koja se specijalizirala za krađe nakita.

## Povijest
Ljuba Zemunac bio je poznat kao "Capo di tutti capi" (kum) srpske mafije tijekom 1970-ih i 1980-ih. On i njegova skupina operirali su u ovom razdoblju u Njemačkoj i Italiji.  Ubio ga je 1986. njegov rival Goran Vuković koji je pak kasnije ubijen u Beogradu 1994. godine.
Sreten Jocić djelovao je u Nizozemskoj i postao je jednim od najmoćnijih gangstera preuzimajući vlast nad krijumčarenjem drogama u Nizozemskoj. Krijumčarena droga bio je kokain koji je nabavljan iz Kolumbije. Sretena Jovića pored nadimka Joca Amsterdam nazivaju i "Kraljem kokaina". On je radio za "Duju" Bećirovića, u jednom razdoblju krijumčareći drogu i živeći u Bugarskoj sve do uhićenja 2002. Vrativši se u Srbiju preuzima nasilno tuđa poduzeća, uz pomoć tzv. Surčinskog klana, (jedan od tri najjača klana u Beogradu). Kasnije je bio umiješan u ubojstvo auto-bombom hrvatskih novinara Ive Pukanića i Nike Franjića.
"Željko Ražnatović Arkan" bio je uspješan pljačkaš banaka po Zapadnoj Europi 1970-ih. Bio je osuđivan ili su za njim bile izdate tjeralice u Belgiji, Nizozemskoj, Švedskoj, Njemačkoj, Austriji, Švicarskoj i Italiji. Ipak uspjevao je pobjeći iz više zatvora, često uz nerazjašnjene okolnosti, povezujući se s nekoliko poznatih kriminalaca tog vremena s područja bivše države. U Srbiju se vraća 1980-ih uključujući se u ilegalne poslove a bio je i vođa Delija, navijača nogometnog kluba Crvena zvezda.
Porast kriminala započinje 1991. kada dolazi do stvaranja većeg broja kriminalnih organizacija kao direktne posljedice pljački po Hrvatskoj i Bosni i Hercegovini ali i zbog sankcija Srbiji koje su dovele do povećanog krijumčarenja. Ekonomska katastrofa u Srbiji prouzročila je da se jedan dio osoba, bivših vojnika i mladića pridružuje kriminalnom miljeu.
1992. godine, članovi "Peca" bande uhićeni su u koordiniranoj policijskoj akciji. Jedan od uhićeni, Dušan Spasojević kasnije će postati vođa Zemunskog klana. Mladi mafijaš iz beogradske četvrti Voždovac, Aleksandar Knežević "Knele", ubijen je u listopadu iste godine, a s njegovim ubojstvom započinje kratak ali vrlo nasilan rat bandi beogradskog podzemlja. On je bio sin beogradskog kriminalca "Buce Al Kaponea".
Željko Ražnatović Arkan osnovao je Srpsku dobrovoljačku gardu tzv. (Arkanove tigorove), srpsku paramilitarnu postrojbu koja se borila u agresiji na Hrvatsku i Bosnu i Hercegovinu. Članovi postrojbe uglavnom su regrutirani među huliganima, navijačima NK Crvene zvezde ali i među srpskim gangsterima. Stacioniran u Erdutu sa svojom jedinicom izvršio je ubojstva većeg broja mještana civila hrvatske i mađarske nacionalnosti u Dalju, Aljmašu i Erdutu. Arkanovi tigrovi su poznati i po tome što su na ratištima profitirali kroz krađu i pljačku. Arkan je 1993. osnovao Stranku srpskog jedinstva. Poslije povratka s ratišta u Hrvatskoj, Arkan je bio najmoćniji član srpske mafije. 
Arkan je kasnije oženio pjevačicu turbo-folk glazbe Svetlanu Ražnatović koja se također kretala u kriminalnom miljeu a kasnije je bila u kućnom pritvoru zbog pronevjera u NK Obilić i zbog 11 ilegalno posjedovanih strojnica pronađenih u njenoj kući poslije ubojstva premijera Zorana Đinđića.
Slobodan Milošević, bivši predsjednik Srbije, štitio je mafiju u zamjenu za političke usluge, imajući direktan uvid u njene aktivnosti. U to vrijeme mafija se bavila krijumčarenjem cigareta, alkohola i goriva. Poslovni čovjek Stanko Subotić, bio je osoba koja je ostvarila najveću dobit u to vrijeme, pošto je potražnja za gorivom i cigaretama bila velika zbog sankcija. Subotićeva neto vrijednost procjenjena je na 650 mil. eura. Poslije Miloševićevog pada, Subotić se povezao s predsjednikom Crne Gore Milom Đukanovićem, koji mu je garantirao političke usluge baš kao Milošević drugim kriminalcima prije.
Od 1994. – 2000., krijumčarenjem cigareta u Italiji operirala je srpska mafija u suradnji s talijanskom mafijom.
Srpskim i crnogorskim vojnicima poslije povratka s ratišta ovo je bio način ostvarivanja profita, okrećući se ka kriminalu. Najčešća kriminalna (ne)djela bila su ubojstva, otmice, krijumčarenje drogama i cigaretama, pljačke, pranje novca, reketiranje i ilegalna proizvodnja softwara.
350 kilograma heroina je 1998. zaplijenjeno na srpsko-bugarskoj granici.
Arkan je ubijen 15. sječnja 2000., u predvorju hotela InterContinental u Beogradu. Ubojica, 23-godišnji policajac, Dobrosav Gavrić, imao je kontakte s mafijom iako se smatra da je ubojstvo politički motivirano, navodno jer je pregovarao s Haškim tribunalom o dokazima protiv Miloševića u zamjenu za oslobađanje od optužnice.
Slobodan Milošević je skinut s trona na prosvjedima 5.listopada 2000. Ipak uskoro dolazi do krvavih svađa među različitim beogradskim klanovima. Ove svađe uskoro prerastaju u otvoreni rat u kom je veliki dio mafijaških vođa ubijen.
Izračunato je da je 2000. godine ukupanna ilegalna dobit u Srbiji iznosila 841.000.000 Eura.
Dana 25. kolovoza 2000. Ivan Stambolić, bivši Miloševićev mentor i bivši predsjednik Srbije otet je na Košutanjaku u Beogradu, neposredno pred savezne izbore kada je napomenuo da se želi uključiti u utrku za predsjednika Jugoslavije, i tada nestaje bez traga. Ostaci Ivana Stambolića pronađeni su na Fruškoj Gori 28. ožujka 2003. Ubijen je istog dana kada je otet a ubojstvo je izvršio Zemunski klan. Pokop je održan 8. travnja na Topčideru sa svim državnim počastima i prisustvom izaslanstva vlade Srbije.
U ranim 2000-im, Mafija je imala više novca od srpske vlade i bila je bolje naoružana nego srpska armija i policija, prema izjavi Dušana Mihajlovića, bivšeg ministra unutarnjih poslova Srbije. Prostitutke iz Rusija, Bjelorusije i Ukrajine krijumčarene su u Srbiju. Kada je Milošević izgubio vlast, Mafija počinje tražiti nove kontakte u vladi. U rujnu 2001., 700 kilograma nađeno je u bankovnom pretincu iznajmljenom od službe državne sigurnosti Srbije u Beogradu. Ovaj slučaj nikada nije razjašnjen. U razmjenu za informacije o kosovskim teroristima, Zemunski klan su srpske specijalne snage obučavale na "specijalnim treninzima" .
U 2011., Dr. Gilly McKenzie, stručnjak Interpola za organizirani kriminal, u svojoj "Bijeloj knjizi" objavio je imena 52 kriminale organizacije u Srbiji, a nijedna od njih nije uništena do kraja te godine. Iste godine je zaključeno da reketiranje i "zaštitu" u lukama na obalama Crnog mora, provode zajedno srpski, ruski i ukrajinski kriminalci.
Tijekom ovog perioda koji je započeo ratom a završio ubojstvom Zorana Đinđića u ožujku 2003., veze između Mafije i Vlade bile su očigledne a korupcija je bjesnila u skoro svim segmentima Vlade, od granične policije do sudstva.
Dana 12. ožujka 2003., predsjednika vlade Srbije Đinđića, ubio je član Crvenih beretki (Arkanovih tigorova), Zvezdan Jovanović.
Legija je također bio umješan u ubojstvo i osuđen je na kaznu zatvora od 50 godina. Đinđić je imao veze sa Surčinskim klanom koje su datirale još iz vremena smjene Miloševića. Vlada započinje veliku akciju protiv organiziranog kriminala - "Sablja", s preko više od 10 000 uhićenih. Veliki broj centara u kojima su se kriminalci kretali, zatvoren je poslije akcije, 123 kriminalne grupe stavljene su pod lupu s 844 člana koji su čekali na presudu; 3 949 osobe su optužene za kriminalne radnje. 28 kilograma heroina,  44 837 kilograma marihuane, 4 960 kilogramsa sintetičkih droga i 688 ukradenih automobila je pronađeno samo u jednom danu. Milan Sarajlić, zamjenik državnog tužitelja, je uhićen istog dana a kasnije je priznao da je bio na platnoj listi Zemunskog klana.
U studenome 2003., u policijskoj akciji u Beogradu pronađeno je 140 kilograma marihuane a 4 osobe su uhićene. Crvene beretke su raspuštene 23. ožujka 2003.
Godine 2005., potvrđeno je da Srbija svakodnevno bilježi gubitke u iznosu 7,5 mil. dinara zbog posljedica ekonomskog kriminala, što se procjenjuje na godišnjoj razini oko 200 mil. Eura.
Objavljeno je 2006., da je Dušan Spasojević, vođa Zemunskog klana, bio u vezi s vođom radikala, Vojislavom Šešeljem, kojem je dao informacije o visoko profiliranim ubojstvima izvršenim u Srbiji, što je Šešelj spomenuo u svojim knjigama.
U sječnju 2009., ministar vanjskih poslova Ivica Dačić procjenjuje da nekih 30-40 ozbiljnih organiziranih krimunalnih grupa djeluje na teritoriju Srbije. U ove brojke se ne ubrajaju manje grupe već samo organizirane koje su bile uključene u krijumčarene droge, oružja, ljudi, ubojstva i reketiranje.
Policija je zajedničkom akcijom službe državne sigurnosti i američke DEA-e, presrela pošiljku kokaina tešku 2.8 tona i vrjednu 120 mil. Eura17. listopada 2009., koja se nalazila na brodu koji je plovio iz Urugvaja
31. listopada 2009., srpska policija je uhitila preko 500 osoba u najvećoj akciji protiv droge do tada u Srbiji.
Ministarstvo unutarnjih poslova organiziralo je akciju pod nazivom Morava, kojom se željela spriječiti rasprodaja droge po osnovnim i srednjim školama, klubovima, kafićima i obuhvatila je oko 2000 policajaca diljem Srbije.
Argentinska policija je u studenom 2009., uhitila pet srpskih kurira i zaplijenila 492 kg kokaina u Buenos Airesu, što je bila jedna od najvećih zaplijena u 2009. Pravci kretanja droge bili su iz Urugvaja i Argentine prema Južnoj Africi ili prema sjevernoj Italiji ili prema Turskoj i Cnoj Gori, ali i preko hrvatske luke Rijeka. Srpski stručnjaci su procijenili da je oko 10 000 rasturivača droge (tzv. dilera ili tapkaroša) djelovalo u Srbiji a koji su pripadali 5 glavnih organiziranih skupina u Srbiji.
Ova zapljiena bila je dio operacije Balkanski ratnik; međunarodno koordinirane koja je bila usmjerena protiv Zemusnkog klana i njegovog vođe Željka Vujanoviću.
Ivica Dačić je u prosincu, 2009., izjavio "da pola srpskih sportskih klubova su vođeni od osoba povezanih s organiziranim kriminalom". 21 kg heroina (vrijednosti 1.5 mil. dolara) pronađeno je u Beogradu u stanu iznajmljenom od osobe crnogorske narodnosti. Pošiljka je prokrijumčarena iz Turske.
Parcela veličine 81,000 m2 koju je Zemunski klan ilegalno posjedovao u Šilerovoj ulici u Zemunu, i gdje je bilo sjedište klana, zaplijenjena je.
Operacija Balkanski ratnik je do 21. siječnja obuhvatila 19 osumnjičenih, od kojih je 9 bilo u pritvoru a među uhićenima bili su Darko Šarić i Goran Soković, prijatelji Željka Vujanovića. Istog dana je srpska policija uhitila skupinu od 8 članova koja je tijekom perioda od preko dvije godine krala naftu Naftne Industrije Srbije i na taj načih oštetila naftnu kompaniju nekoliko stotina tisuća Eura, a među uhićenima je bio i član MUP-a Srbije.
Visokorangirani članovi srpske vlade izjavili su 10. veljače da su ozbiljnje prijetnje smrću zaprimljene od narko skupina koje su se odnosile na predsjednika Borisa Tadića, Ivicu Dačića, i Miljka Radisavljevića, među ostalima.
Skupina od 6 pljačkaša iz Beograda je uhićena 18. veljače da je od 2008. ukrala više od 10 mil. dinara iz banka, pošti, benzinskih stanica i dućana. Svi su bili u starosnoj dobi 18 - 23 godine.
Ministar unutarnjih poslova Srbije, Ivica Dačić, rekao je 19. veljače da je više od 50 osoba uhićeno tog dana u akcijama usmjerenim protiv financijskog kriminala i pranja novca u Valjevu, Novom Sadu, Beogradu, Šapcu, Srijemskoj Mitrovici, Čačku i Somboru.
U ožujku 2010., Stanko Subotić, poznat kao Cane, vođa tzv. "Duhanske mafije" i čovjek s internacionalne tjeralice, optužio je crnogorskog političara Nebojšu Medojevića, da je organizirao medijski lov na njega. Medojević je tvrdio da su se Cane i Darko Šarić krili u vili crnogorske policije u Žabljaku, dok je Cane u jednom intervjuu tvrdio da je tada bio u Genevi. Nejasno je zašto je Zoran Đinđić, koji je smatran demokratskim vođom, pozvao svoga prijatelja Stanka Subotića da investira u Srbiju poslije pada Miloševića ako je Subotić uistinu bio na čelu duhanske mafije. 
Dana 11. ožujka, veoma poznati "poduzetnik" je uhićen s 1,2 kilograma heroina koji se trebao preprodati u Jagodini.
Dana 19. ožujka, Boris Tadić je objavio sveopći rat srpskoj mafiji, posebice onoj grani koja je krijumčarila droge, jer je smatrano da upravo ona najveća prijetnja društvu. Tadić je imao dokaze sa su srpski karteli pokušali ući u državne institucije i na taj način destabilizirati vladu.  "Posljednje zaplijene imovine dokazuju da su ove skupine prale narko novac investirajući ga ne samo u njihove osobne kući i zemljišta već i u turizam, poduzeća i distribucijom tiska," izjavio je Tadić.
Dana 28. ožujka 2010., 2 Bošnjaka iz Novog Pazara uhićena su u Zračnoj luci Zagreb s najmanje 1,7 kilograma kokaina. Čisti kokain donijeli su iz Lime, a u Peruu su proveli oko mjesec dana putujući tamo iz Beograda. Drogu su ušili u odjeću a njena vrijednost na hrvatskim ulicama procjenjuje se oko 70 tisuća Eura.
U travnju 2010., zaključeno je da je klan Darka Šarića planirao akciju protiv srpskih zvaničnika, uključujući i predsjednika.
Šifrirane poruke u lokalnim novinama, istražitelji uspiju dešifrirati ustanovljavajući da je Šarićev klan planirao ubiti zvaničnike u policiji i službi sigurnosti u sinkroniziranoj akciji, koji su im stajali na putu, jer je poslije akcije Balkanski ratnik kriminal smanjen u Srbiji i Crnoj Gori.
Dana 14. svibnja, 2010., 3 Srbina koji su radila kao zaštitari jednog od bolivijskih narko vođa ubijena su u sukobu suparničkih skupina a vođa je otet.
Ministar unutarnjih poslova, Ivica Dačić, objavio je da je u 2009. godini, policija otkrila sedam organiziranih skupina i uhitila 86 osoba. Rekao je da je na kraju 2009. registrirano 27 skupina koje su aktivno djelovale, a svaka je imala više od 200 članova.
U tijeku je istraga protiv članova Zemunskog klana u kojoj se tvrdi da je Šešelj naručio ubojstvo Tomislava Nikolića.
Objavljeno je 2010., da je Šarićeva skupina 2008. i 2009., izgurala talijansku 'Ndranghetu s tržišta drogama. Skupina je nudila kokain bolje kvalitete koji je bio jeftiniji, uvežen iz Južne Amerike. Akcija Balkanski ratnik bila je vrlo uspješna a uhićeno je više od 80 osoba. Članovi iz dvije organizacije bili su među uhićenima; jedna talijanska s članovima iz Milana i drugih gradova sjeverne Italije i druga, srpska grana, s članovima iz Srbije, Crne Gore i Slovenije. Srpska grana operira diljem cijele Europe i Južne Amerike.
U Španjolskoj je u veljači 2012., uhićen vođa Zemnunskog klana, Luka Bojović, i nekoliko članova klana. Veliki broj uhićenih članova Zemnunskog klana posjedovo je hrvatske putovnice.
U ožujku 2014., uhićen je narkobos Darko Šarić.

## Politički zločini s potpisom mafije
U Miloševićevoj Srbiji se nije znalo da li političari kontroliraju kriminalce ili je obrnuto. Često su kriminalci odrađivali prljave poslove za službu državne sigurnosti.
- Branislav Matić Beli, novčano pomagao Srpski pokret obnove, ubijen u Beogradu 4. kolovoza 1991.[46]
- Novinarka Duge Dada Vujasinović ubijena je 1994.,[47]  vjerojatno zbog neprijatnog članka o srpskom kriminalcu Arkanu.
- Zoran Todorović Kundak, generalni sekretar JUL-a ubijen je 24. listopada 1997. u Beogradu. Bio je direktor Beopetrola[48] u vrijeme sankcija protiv Srbije, a politički angažman je koristio za slabljenje konkurencije i time je stekao veliki broj neprijatelja.
- Radovan Stojičić Badža, načelnik odjela javne sigurnosti MUP-a Srbije ubijen je 10. travnja 1997. Međunarodni sud za ratne zločine počinjene na području bivše Jugoslavije ga je naveo kao člana udruženog zločinačkog pothvata.[49] a njegovo ime je spominjano vezano uz šverc cigaretama.[50]
- Živorad Žika Petrović, generalni direktor JATa ubijen je 25. travnja 2000. u Beogradu.[51] Motivi su suženi na dvije mogućnosti: njegova saznanja o iznošenju novca iz zemlje zrakoplovima JAT-a ili nelegalnosti pri kupovini zrakoplova.
- Pavle Bulatović, ministar obrane Savezne Republike Jugoslavije ubijen u Beogradu 7. veljače 2000. Komisija koja je istraživala njegovo ubojstvo je tvrdila da je ubijen jer je htio spriječiti nelegalnosti pri kupnji vojne opreme.[52]
- Novinar, Slavko Ćuruvija ubijen je na Uskrs 11. travnja 1999., istovremeno kada je NATO bombardirao Beograd. Motiv ubojstva je bio političke prirode[53] jer je Ćuruvija kritizirao vladajuću garnituru.
- U atentatu na Ibarskoj magistrali 3. listopada 1999., su poginule četiri osobe, suradnici vođe SPO-a Vuka Draškovića.[54] Vuk Drašković se izvukao s manjim ozljedama a režim je pokušao prikazati atentat kao promentnu nesreću.
- Ivan Stambolić otet je 25. kolovoza 2000. godine a tijelo je nađeno 3 godine kasnije kada je jedan od ubojica progovorio o ubojstvu. Ivana stambolića ubila je tajna policija po Miloševićevom naređenju.[55]
- Sudija istražnog suda Nebojša Simeunović je nestao 6. listopada 2000., a tijelo mu je pronađeno u Dunavu mjesec dana kasnije. Policija je objavila da se radi o samoubojstvu. Simeunović je odbio potpisati nalog policije i generalštaba vojske Jugoslavije za uhićenje Nebojše Čovića i Borisa Tadića, kao i štrajkaše rudnika Kolubara koji su podržavali Koštunicu kojem su pokradeni glasovi na izborima za predsjednika.[56]
- Pomoćnika načelnika resora Javne sigurnosti MUP-a Srbije, Boško Buha ubijen je 10. lipnja 2002. u Novom Beogradu. Boško Buha je otvoreno govorio o političkoj pozadini nekih nerazjašnjenih ubojstava no postoje indicije da je i sam bio upleten u neke nečasne radnje.[57]
- Dana 12. ožujka 2003. godine u 12:25 ispred zgrade Vlade Republike Srbije u Beogradu, izvšen je atentat na Zorana Đinđića, tadašnjeg srpskog premijera.